# Bunheim Schaiff
Bunheim Schaiff oder Bonhem Schaf u. ä. (hebräisch שמחה כבש Simcha Keves oder שמחה צון Simcha Zon; geboren vor 1349; gestorben zwischen 1392 und 1394, vermutlich in Köln) war ein deutscher jüdischer Unternehmer, der in Jülich und Köln wirkte.

## Leben
Bunheim Schaiff (Schaeffe, Schoyf, Schaef, Schaep, Scaep, Schaaf, Sew) war der Sohn von Ephraim, der vielleicht – möglicherweise während des Pogroms von 1349 – als jüdischer „Märtyrer“ getötet wurde. Der Name Bunheim (Bunheym, Bonhem, Bunem) ist romanischen Ursprungs und bedeutet Gutmann („bon-homme“).

### Jülich
Bunheim Schaiff lebte vor 1372 in Jülich. 1367 lieh der Administrator des Erzbistums Kuno II. von Falkenstein († 1388) von Bunheim Schaiff für vier Jahre 800 Mottunen für das Erzstift Köln. Als Bürgen stellte er Erbkämmerer Werner von Bachem († nach 1393) und den erzbischöflichen Rat Ritter Johann Wolff von Rheindorf.
Walrave von Quattermart hatte bei Bunheim ein Darlehen aufgenommen, das 1371 zur Hälfte von der Stadt Köln an Schaiffs Schwager Josef Koppelmann von Brühl ausgezahlt wurde. Bunheim stimmte der Transaktion zu und bezeichnete dabei Arnold II. von Randerath und Erprath (* vor 1340; † 1390/91), der die Urkunde zusammen mit dem Knappen Arnold von Kinzweiler († nach 1376) siegelte, als „seinen lieben Herrn“.

### Köln
Als sich 1372 nach 23 Jahren Vertreibung aus der Stadt erstmals wieder Juden in Köln ansiedeln durften, waren unter ihnen auch „Schaiff der iûde ind syn eydûm“, d. h. sein Schwiegersohn Vyvus (Vivus) in der Botengassen. Sie zahlten zusammen 1.000 Gulden Aufnahmegeld und 100 Gulden jährliches Schutzgeld.
Graf Wilhelm II. von Berg (1348–1408) nahm 1373 ein Darlehen über 5.100 Gulden bei den beiden Kölner Juden Bunheim Schaiff und Isaak van dem Bruele (vom, von Brühl) – identisch mit Isaak von Montjoie (gest. um 1382/86) – auf. Um den Anteil Isaaks von Montjoie entstand in der Folgezeit eine Fehde zwischen der Stadt Köln und Graf Diether VIII. von Katzenelnbogen (1340–1402).
Bunheim Schaiff verlor in dieser Zeit einen Teil seines Vermögens an Herzog Wilhelm II. von Jülich († 1393) und dessen Frau Maria von Geldern († 1405): Im März 1376 sprachen der Herzog und die Herzogin Wilhelm II. von Berg von aller verbriefter Schuld frei, über die ihnen mit dem Besitz des Juden Schaiff rechtmäßig Schuldbriefe zugefallen seien. Zwei Monate später quittierte Bunheim Schaiff eine von dem Grafen von Berg zurückgezahlte Anleihe unter Vorbehalt zweier Schuldbriefe von 6.000 und 4.000 alten guten Schilden, wofür Pfänder gestellt wurden. Das an der Urkunde hängende Siegel Bunheims, das in einem verzierten Vierpass wahrscheinlich den für „Schafe“ bestimmten Brandopferaltar unter einer Mondsichel, d. h. am Neumondtag zeigt (vgl. Num 28,18f ; im Hebräischen steht dort כבשים Schafe), ist nicht mehr lesbar. Bunheim quittierte Wilhelm II. von Berg, der inzwischen Herzog geworden war, 1387 mit seiner hebräischen Unterschrift שמחה בהק״ר אפרים כבש (= Simcha, Sohn des seligen (= Märtyrers?) Herrn Ephraim Keves) die Zahlung von 900 Schild als Hälfte einer Forderung; die Urkunde siegelten der Greve Rembold Scherfgin sowie der Schöffe und Rentmeister Constantin (Costyn) von Lyskirchen zu Mirweiler.
Zwischen 1375 und 1391 unterstützte Bunheim die Stadt Köln mit hohen Summen, die die Stadt in ihrer Auseinandersetzung mit Erzbischof Friedrich III. von Saarwerden (* um 1348; † 1414) benötigte. Sein früherer Geschäftspartner Isaak von Montjoie dagegen finanzierte den Erzbischof. In dieser Zeitspanne ist die Vergabe von Darlehen über 43.200 Kölner Mark belegt, an denen Bunheim Schaiff beteiligt war, davon hat er selbst fast 28.000 Mark alleine getragen. Für die Rückzahlungen an Bunheim wurden Einnahmen aus dem Mahlpfennig (1375/1378), der Fleisch-Akzise (1375), der Wein-Akzise, dem Krangeld und dem Bestadegeld (1377) verwendet. 1382 erhielt Bunheim aufgrund eines besiegelten Schuldbriefs 1.400 Gulden von der Stadt Köln zurück.
1381 quittierte Bunheim dem Ritter Johann von Vorst die Einlösung eines mit Perlen besetzten Rocks. 1382 besiegelte Bunheim Schaiff zusammen mit dem Greven Rembold Scherfgin und dem Schöffen Heinrich vom Cuesin d. J. eine Quittung des Vivus von Gelnhausen über 250 Gulden.
1388 stellten Tilmann von Düne (Dhaun) und Hermann von Drolshagen für Ruprecht von Deutzerfeld, Sohn des Karsilius von Merode, einen Schadlosbrief wegen dessen Schuld bei Bunheim aus. Gerhard von der Wambach hatte wegen Bunheim Schaiff der Stadt Köln eine Fehde angesagt, 1388 erfolgte die Sühne dieser Fehde.
1394 wurde Schaiffs Witwe Bechlein (oder: Rechlin) zusammen mit seinem Schwiegersohn Vivus in der Botengassen „des Königs wegen“ vor das königliche Hofgericht in Prag geladen, aber von dem kaiserlichen Hofrichter Graf Emich VI. [VII.] von Leiningen-Dagsburg (* um 1364; † 1452) freigesprochen, weil der Prokurator König Wenzels von Luxemburg nicht zum Termin erschien.

## Familie
Als Kinder des Bunheim Schaiff und seiner Frau Bechlein oder Rechlin (gest. nach 1394) aus Jülich werden genannt:
1. (Tochter), verheiratet mit Vivus (Vif, Feivisch = Phoebus, der „Leuchtende“) in der Botengassen (gest. zwischen 1404 und 1406) aus Jülich,[4] hebräischer Name אורי (Uri = „Licht“), Sohn des Märtyrers Elieser ha-Levi gen. Lipman von Osnabrück, zwischen 1379 und 1391 an Darlehen für die Stadt Köln beteiligt, 1382 bis 1386 auch in Dortmund tätig, Vater des Wormser Rabbi Anselm von Köln (gest. nach 1445)
2. Seligmann (Seylgin, Selichmann Schaiff oder Scaepson) (gest. nach 1406), hebräischer Name אהרן (Aaron), verheiratet mit Gymen (gest. nach 1388), Schutzjude 1397 des Grafen Dietrich II. von der Mark (1374–1398) und 1400 des Grafen Reinald von Jülich und Geldern († 1423), 1400 in Nimwegen,[25] 1401 in Wesel und 1405 wohl in Bergen op Zoom ansässig,
3. Gumpert (gest. nach 1384), 1384 als Darlehnsgeber der Stadt Koln erwähnt,
4. Vyvelen (gest. zwischen 1395 und 1400), verheiratet mit einer Tochter des später hingerichteten Süßkind von Siegburg (gest. 1377),
5. Myngen (Mincha) (gest. nach 1414), verheiratet mit Kalman (Kalonymos).